# Juryj Czabatar
Juryj Adamawicz Czabatar (biał. Юрый Адамавiч Чабатар; ros. Юрий Адамович Чеботарь, Jurij Adamowicz Czebotar) (ur. 16 listopada 1979 w Mińsku) – białoruski ekonomista, minister gospodarki Białorusi.

## Życiorys
W 2002 ukończył studia na Białoruskim Państwowym Uniwersytecie Ekonomicznym. Pracę rozpoczął jako pracownik naukowy w podległym Ministerstwu Gospodarki Instytucie Badawczym Ekonomii. Od 2003 pracował dla Departamentu Ekonomiki Przemysłu, Transportu i Łączności Ministerstwa Gospodarki; kolejno jako główny ekonomista Wydziału Budowy Maszyn i Metalurgii (2003 - 2004), konsultant Wydziału Analiz Ekonomicznych Rozwoju Przemysłu (2004 - 2005), naczelnik Wydziału Analiz Ekonomicznych Rozwoju Przemysłu i zastępca naczelnika departamentu (2005 - 2011) oraz naczelnik Departamentu Ekonomiki Przemysłu, Transportu i Łączności (2011 - 2016). W 2008 ukończył Akademię Zarządzania przy Prezydencie Republiki Białorusi.
W 2016 został mianowany wiceministrem gospodarki Białorusi, pełniąc ten urząd w rządach Andreja Kabiakouwa i Siarhieja Rumasa. Podczas zmian w rządzie czerwcu 2020 awansował na stanowisko pierwszego wiceministra gospodarki Białorusi w rządzie Ramana Hałouczenki.
4 stycznia 2024 r. został mianowany na stanowisko ministra gospodarki.

## Życie prywatne
Jest żonaty. Ma dwoje dzieci.